# Chăn thả quá mức
Chăn thả gia súc quá mức (Overgrazing) là hiện tượng xảy ra khi thảm thực vật tiếp xúc với việc chăn thả thâm canh trong thời gian dài, hoặc không có đủ thời gian để phục hồi. Chăn thả quá mức có thể được gây ra bởi một trong hai nguyên nhân từ chăn thả vật nuôi và nguyên nhân từ các ứng dụng nông nghiệp được quản lý kém. Nó cũng có thể được gây ra bởi việc hạn chế dân số của động vật hoang dã bản địa hoặc không có nguồn gốc từ địa phương. Chăn nuôi bò là những điều chính gây ra chăn thả quá mức. Nó làm giảm tính hữu ích, năng suất và đa dạng sinh học của đất và là một nguyên nhân gây ra sa mạc hóa, hoang hóa đất đai và hiện tượng xói mòn. Chăn thả quá mức cũng được xem là nguyên nhân của sự lây lan của các loài xâm lấn của thực vật không có nguồn gốc và cỏ dại.

## Tổng quan
Chăn thả quá mức là một khái niệm gây tranh cãi, dựa trên lý thuyết hệ thống cân bằng. Nó được gây ra bởi những người chăn thả du mục trong các quần thể gia súc hoang di cư khổng lồ, chẳng hạn như bò rừng của vùng đồng bằng lớn hoặc linh dương đầu bò di cư ở châu Phi, hoặc theo kế hoạch chăn thả toàn diện. Trong tự nhiên, thảm thực vật ở các vùng thảo nguyên, đồng cỏ là khá mỏng, những thảm thực vật bao la bát ngát này thu hút một lượng lớn các động vật ăn cỏ, động vật gặm cỏ kéo đến, những bầy đàn gia súc đông đúc với những nhịp gặm tàn bạo làm trơ trụi thảm cỏ, làm bong tróc các mảng xanh thực vật, dẫn đến làm xói mòn đất, khô cằn và hoang hóa. Trong tự nhiên có cơ chế cân bằng khi xuất hiện các loài dã thú để bắt bớt các loài ăn cỏ như sư tử, sói, báo săn.. nhưng khi con người tiêu diệt các dã thú hoặc chăn thả, bảo vệ gia súc của mình thì hiện tượng chăn thả quá mức diễn ra.
Các cánh đồng cỏ luôn đóng vai trò lưu trữ một lượng lớn khí cácbon điôxit. Cỏ là điều cần thiết để neo đất bề mặt trong các khu vực khô hạn. Khi cỏ này được khai thác bởi chăn nuôi, để phục vụ cho chăn nuôi thì đất bị mất hỗ trợ và thổi nó đi với gió. Những loài động vật ăn cỏ liên tục khai thác quá mức thảm thực vật dẫn đến sự gia tăng trong sa mạc hóa, sự Liên tục khai thác quá mức các thảm thực vật của động vật ăn cỏ, đã dẫn đến sự gia tăng trong sa mạc hóa. Hơn nữa, chăn thả không phải là một vấn đề môi trường một vài năm trở lại, bởi vì mọi người sử dụng để di chuyển từ nơi này đến nơi khác tùy thuộc vào lượng mưa và nguồn thức ăn để cung cấp cho gia súc khiến khiến chăn thả quá mức. Ngày nay, người đã định cư tại các khu vực cụ thể mà có nguồn cung cấp thực phẩm đầy đủ và cần thiết hàng ngày. Do đó, họ nhốt súc vật lại cho một nơi trong một nguồn thức ăn, mà cuối cùng dẫn đến chăn thả quá mức. 

## Một số nơi
Người châu Âu đặt chân đến Úc châu vào những năm 1600. Họ đem đến những thay đổi mà cuối cùng đã phá hỏng sự đa dạng sinh thái của châu lục này. Con người và đàn gia súc giờ đây thống trị các khu vực ẩm ướt và giàu thức ăn ở Úc châu trong khi các loài ăn cỏ mới được đưa đến như lạc đà và dê gặm cỏ tại những vùng khô cằn. Một khi nguồn thức ăn suy giảm và cạnh tranh tăng lên, những loài thú bản địa phải chật vật để sinh tồn. Ở Việt Nam, 38% diện tích tỉnh Ninh Thuận và 15% diện tích tỉnh Bình Thuận có nguy cơ bị sa mạc hóa. Một trong những nguyên nhân gây hoang mạc hóa ở hai tỉnh này là chăn thả gia súc quá mức, tàn phá thảm thực vật đến mức cạn kiệt. Hai tỉnh đã tiến hành quy hoạch đồng cỏ, trồng cây thức ăn gia súc để kiểm soát chăn thả.
Tình trạng chăn thả hàng triệu con cừu và dê là nguyên nhân chính gây nên tình trạng suy thoái đất trong thảo nguyên Mông Cổ, một trong những hệ sinh thái đồng cỏ lớn nhất còn lại trên thế giới, khoảng 12% sinh khối đã biến mất ở đất nước có diện tích gấp đôi diện tích bang Texas, và 70% các hệ sinh thái đồng cỏ hiện được coi là suy thoái. Tình trạng chăn thả quá mức chiếm 80% nguyên nhân gây nên tình trạng thực vật bị mất đi trong những năm gần đây và tình trạng giảm lượng mưa do biến đổi khí hậu chiếm 20% còn lại. Các yếu tố này đã dẫn đến tình trạng sa mạc hóa, các đồng cỏ màu mỡ bị sa mạc Gobi lấn chiếm. Quá trình sa mạc hóa mở rộng nhanh chóng từ phía nam, từ năm 1990, số gia súc tại Mông Cổ đã tăng gần gấp đôi lên 45 triệu con, tình trạng này một phần bởi những thay đổi kinh tế xã hội liên quan đến sự tan rã của Liên Xô trước đây. Tỷ lệ thất nghiệp cao khiến nhiều người dân quay trở lại nghề chăn nuôi, thực trạng trên đặt ra mối đe dọa nghiêm trọng đối với hệ sinh thái Mông Cổ, bao gồm cả việc mất đất nông nghiệp và mất nước, đồng thời có thể góp phần biến đổi khí hậu toàn cầu.
Đất đai tại Mông Cổ đang bị xuống cấp và nguồn cung cấp lương thực cho người dân địa phương đang giảm dần. Tất cả các hệ sinh thái trên toàn cầu có một chức năng riêng biệt trong khí hậu thế giới. Thảm thực vật làm mát cảnh quan và đóng một vai trò quan trọng cho sự cân bằng nước và cácbon, bao gồm cả khí nhà kính. Các nghiên cứu liên quan cũng chỉ ra rằng, tình trạng chăn thả gia súc quá mức sẽ gây ảnh hưởng nặng nề đến thảm thực vật và sinh khối rễ cây. Mông Cổ là một khu vực bán khô hạn khắc nghiệt với mùa đông khô và ấm áp, mùa hè ẩm ướt. Khoảng 79% diện tích đất nước này được bao phủ bởi đồng cỏ và sự gia tăng lớn về số lượng gia súc chăn thả xảy ra trong chỉ một thập kỷ qua - đặc biệt là cừu và dê gây ra những tác động xấu cho các hệ sinh thái.

## Chăn thả bừa bãi
Cần phân biệt giữa chăn thả gia súc quá mức với chăn thả gia súc bừa bãi là việc chăn thả tự phát, không người trông coi, chăn nuôi động vật nhưng không quản lý chặt chẽ, thả rông bừa bãi, nhất là trong khu vực nội thành gây mất trật tự an toàn giao thông, ô nhiễm môi trường, mất mỹ quan đô thị, gây nhiều bức xúc trong người dân vừa gây mất mỹ quan đô thị, ô nhiễm môi trường mà nguy hiểm hơn còn là những "hiểm họa" gây tai nạn giao thông. Từ lâu việc gia súc thả rông, không có người trông coi trên các tuyến đường đang dần trở thành mối đe dọa trực tiếp đến vấn đề an toàn giao thông đường bộ. Trong thực tế, có không ít những vụ tai nạn đáng tiếc xảy ra do người tham gia giao thông va chạm với gia súc thả rông khi di chuyển trên đường. Có những trường hợp người tham gia giao thông đang đi với tốc độ nhanh, bất ngờ gặp một đàn bò hay một con chó chạy ngang qua đường, khi đó họ sẽ không thắng kịp hoặc thắng bất ngờ dẫn đến mất lái, ngã xe hoặc đâm vào các phương tiện khác.
Biểu hiện như việc bắt gặp những đàn bò vô tư gặm cỏ ở các dải phân cách hoặc những bãi cỏ dại ven đường, đi lại nghênh ngang trên đường gây rối loạn giao thông, tiềm ẩn nguy cơ xảy ra tai nạn nghiêm trọng bất cứ thời điểm nào. Nhiều trường hợp do đàn bò quá đông nên cả xe máy và ôtô đều phải dừng lại, nhường đường cho chúng gây nên tình trạng ách tắc giao thông. Đó là chưa kể việc chúng phóng uế bừa bãi trên đường vừa gây ô nhiễm môi trường, vừa gây mất mỹ quan đô thị hoặc xông vào ăn và giẫm nát vườn rau của một số hộ gia đình, Người dân còn thường đem chúng đến những khu vực công cộng như công viên, bất chấp những tấm bảng "Cấm chăn thả gia súc". Không chỉ gây nguy hiểm cho sinh mệnh của những người đang tham gia giao thông, tình trạng này còn ảnh hưởng đến tài sản của chính những người chăn nuôi gia súc. Đối với những hộ làm nông, con bò là tài sản có giá trị lớn. Nhưng những đàn bò thả rông tự do từ sáng đến chiều không người chăn rất dễ bị kẻ gian dắt trộm, hoặc cũng có trường hợp bò lạc đàn, không tìm về nhà được.